# Nigrita (Griekenland)
Nigrita (Grieks: Νιγρίτα) is een deelgemeente (dimotiki enotita) van de gemeente (dimos) Visaltia, in de Griekse bestuurlijke regio (periferia) Centraal-Macedonië. De plaats telt 9.783 inwoners.